# Ochi de vultur
Ochi de vultur (în engleză Eagle Eye) este un film american de acțiune și thriller din 2008 regizat de D. J. Caruso, scris de John Glenn, Travis Adam Wright, Hillary Seitz și Dan McDermott, cu Shia LaBeouf, Michelle Monaghan și Billy Bob Thornton în rolurile principale. Filmul a avut premiera în cinematografele tradiționale și cinematografele IMAX pe 26 septembrie 2008 și a încasat 178 de milioane de dolari americani în întreaga lume. 

## Prezentare
Urmărește doi străini care trebuie să fugă împreună, după ce au primit un telefon misterios de la o „femeie necunoscută” care folosește tehnologia informației și comunicațiilor pentru a-i urmări.

## Distribuție
- Shia LaBeouf - Jerry Shaw/Ethan Shaw
- Michelle Monaghan - Rachel Holloman, o femeie care este constrânsă de ARIIA (Autonomous Reconnaissance Intelligence Integration Analyst).
- Julianne Moore - vocea super computerului ARIIA, alias „femeia necunoscută”.
- Rosario Dawson - Zoë Perez, un agent de la Biroul de investigații speciale al Forțelor Aeriene ale Statelor Unite (OSI).
- Michael Chiklis - George Callister, Secretar de stat al Statelor Unite ale Americii.
- Anthony Mackie - maiorul William Bowman
- Ethan Embry - Toby Grant, un agent FBI.
- Billy Bob Thornton - Tom Morgan, un agent FBI.
- Anthony Azizi - Ranim Khalid
- Cameron Boyce - Sam Holloman, fiul lui Rachel.